# Comuna Săveni, Ialomița
Săveni este o comună în județul Ialomița, Muntenia, România, formată din satele Frățilești și Săveni (reședința).

## Așezare
Comuna se află în estul județului, pe malul drept al râului Ialomița. Este străbătută de șoseaua județeană DJ201, care o leagă spre nord-est de Țăndărei și spre vest de Slobozia, Ciulnița, Ciochina și Coșereni (unde se termină în DN2).

## Demografie
Componența etnică a comunei Săveni
     Români (91,68%)
     Alte etnii (0%)
     Necunoscută (8,32%)
Componența confesională a comunei Săveni
     Ortodocși (91,29%)
     Alte religii (0,2%)
     Necunoscută (8,51%)
Conform recensământului efectuat în 2021, populația comunei Săveni se ridică la 3.042 de locuitori, în scădere față de recensământul anterior din 2011, când fuseseră înregistrați 3.276 de locuitori. Majoritatea locuitorilor sunt români (91,68%), iar pentru 8,32% nu se cunoaște apartenența etnică. Din punct de vedere confesional, majoritatea locuitorilor sunt ortodocși (91,29%), iar pentru 8,51% nu se cunoaște apartenența confesională.

## Politică și administrație
Comuna Săveni este administrată de un primar și un consiliu local compus din 13 consilieri. Primarul, Daniela-Mariana Drăgoi[*], de la Partidul Social Democrat, este în funcție din 2012. Începând cu alegerile locale din 2024, consiliul local are următoarea componență pe partide politice:
|  | Partid                          | Consilieri | Componența Consiliului | Componența Consiliului | Componența Consiliului | Componența Consiliului | Componența Consiliului | Componența Consiliului | Componența Consiliului | Componența Consiliului | Componența Consiliului | Componența Consiliului | Componența Consiliului |
|  | ------------------------------- | ---------- | ---------------------- | ---------------------- | ---------------------- | ---------------------- | ---------------------- | ---------------------- | ---------------------- | ---------------------- | ---------------------- | ---------------------- | ---------------------- |
|  | Partidul Social Democrat        | 11         |                        |                        |                        |                        |                        |                        |                        |                        |                        |                        |                        |
|  | Alianța pentru Unirea Românilor | 1          |                        |                        |                        |                        |                        |                        |                        |                        |                        |                        |                        |
|  | Alianța Dreapta Unită           | 1          |                        |                        |                        |                        |                        |                        |                        |                        |                        |                        |                        |

## Istorie
La sfârșitul secolului al XIX-lea, pe teritoriul actual al comunei funcționa în plasa Ialomița-Balta a județului Ialomița comuna Frățilești, formată din satele Frățilești și Ghizdărești și din cătunele Marinache, California, Văcăria și Armanu-Urâta, având în total 771 de locuitori. În comună existau o școală mixtă cu 30 de elevi și o biserică. Anuarul Socec din 1925 consemnează comuna Frățilești cu 3001 locuitori în satele Frățilești, Ghizdărești și Săveni în plasa Țăndărei a aceluiași județ. În 1931, apărea și comuna Săveni, prin separarea satului Săveni de comuna Frățilești.
În timp, comuna Frățilești s-a desființat, fiind inclusă în comuna Săveni. În 1950, comuna Săveni a fost transferată raionului Fetești din regiunea Ialomița, apoi (după 1952) din regiunea Constanța și (după 1956) din regiunea București. Ea a revenit în 1968 la județul Ialomița, reînființat, arondându-i-se atunci și satele comunei Platonești, desființată. Aceasta din urmă s-a reînființat în anul 2005, satele Lăcusteni și Platonești revenind atunci comunei Platonești.

## Monumente istorice
Singurul obiectiv din comuna Săveni inclus în lista monumentelor istorice din județul Ialomița ca monument de interes local este reprezentat de urmele unei așezări medievale (secolele al XVI-lea–al XVIII-lea) găsite în zona satului Frățilești; acest monument este clasificat ca sit arheologic.